# چد گری
چد گری (به انگلیسی: Chad Gray) متولد ۱۶ اکتبر ۱۹۷۱، (۲۴ مهر ۱۳۵۰) در دیکیتور، ایلی‌نوی، خواننده آمریکایی گروه هل‌یه و مادوین می‌باشد.